# Fernand Humbert

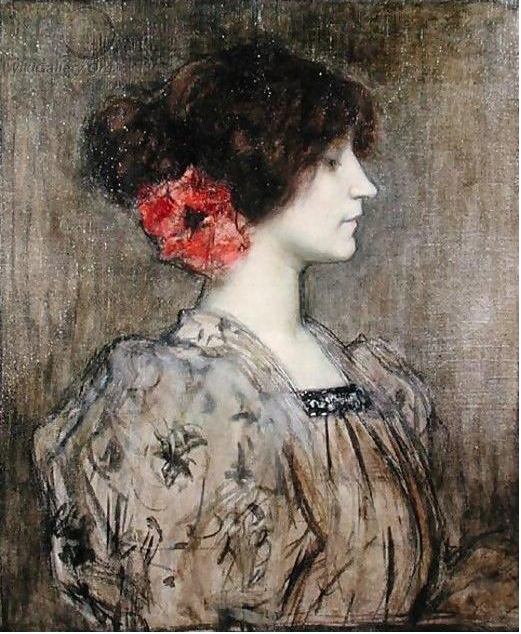
Fernand Humbert: Porträt de Colette, ca. 1896

Jaques Charles Fernand Humbert (* 8. Oktober 1842 in Paris; † 6. Oktober 1934 ebenda) war ein französischer Porträt- und Historienmaler. Er betrieb Anfang des 20. Jahrhunderts in Paris die private Malschule „Académie Humbert“.

## Leben und Werk
Fernand Humbert (auch Ferdinand Humbert) studierte ab 1861 an der École des Beaux-Arts bei François-Édouard Picot, Alexandre Cabanel und Eugene Fromentin.  1865 nahm er erstmals am Salon de Paris teil (mit dem Gemälde Die Flucht des Nero). 1866, 1867 und 1869 wurde er mit Medaillen ausgezeichnet. Er war Offizier, später „Commandeur“ der Ehrenlegion und bis 1902 Professor an der École des Beaux-Arts. Humbert begann 1874 mit seinem Hauptwerk Pro Patria, einer Serie von monumentalen Wandgemälden für das Panthéon in Paris, die er erst 1900 beendete. Sein Thema waren Motive aus der Geschichte Frankreichs und Paris’ und die Darstellung des Triumphs der Republik. Für seinen „klassischen, modernen Stil“ wurde Humbert auch in der zeitgenössischen deutschen Literatur gerühmt und galt als großer Porträtist der Pariser Damenwelt. 
Der Genfer Landschaftsmaler Jean Charles Ferdinand Humbert (1813–1881), der noch bei Ingres studiert hatte, war sein Onkel.

## Académie Humbert
Nachdem er bereits mit seinem Kollegen Henri Gervex privaten Malunterricht gegeben hatte, gründete er 1898 in seinem Atelier die so genannte „Académie Humbert“, die sich am Boulevard de Clichy, in der Nähe des Moulin Rouge im Montmartre befand. Anfangs hatte die Schule vor allem Zuspruch von amerikanischen Kunstschülern. Von 1902 bis 1904 besuchte sie auch Francis Picabia, und Georges Braque lernte hier Marie Laurencin kennen, die er in die Bande Picasso einführte. Weitere Schüler waren Braques Freunde Raoul Dufy und Othon Friesz.
Allerdings gab Humbert durch seinen guten Ruf der Schule vor allem seinen Namen, zeigte sich aber wenig präsent. Er war nur samstag an wenigen Stunden anwesend, während der Unterricht dienstags und donnerstags von seinen Kollegen Albert Wallet (1852–1918) und François Thévenot (1856–1943) gegeben wurde. Aktmodelle aller Altersstufen, die unbegleitet durch die Räume liefen, standen den Schülerinnen und Schülern gegen eine jährliche Gebühr von 320 Fr. zur Verfügung.